# Global Metal
Global Metal este un film documentar din 2007 regizat de Scot McFadyen⁠(d) și antropologul canadian Sam Dunn. Este o continuare a documentarului Metal: A Headbanger's Journey din 2005. Acesta a avut premiera internațională în cadrul Festivalul Internațional de Film de la Bergen⁠(d) pe 17 octombrie 2007. Global Metal abordează impactul globalizării asupra heavy metalului și modul în care oameni din culturi diferite transformă genul.

## Interviuri
La fel ca în Metal: A Headbanger's Journey, majoritatea informațiilor sunt prezentate prin intermediul unor interviuri:

### Rio de Janeiro și São Paulo, Brazilia
| Artist                 | Formație                                | Naționalitate  |
| ---------------------- | --------------------------------------- | -------------- |
| Rafael Bittencourt     | Angra                                   | Brazilia       |
| Carlos "Vândalo" Lopes | Dorsal Atlântica                        | Brazilia       |
| Adrian Smith           | Iron Maiden                             | Marea Britanie |
| Dave Murray            | Iron Maiden                             | Marea Britanie |
| Max Cavalera           | Sepultura, Soulfly, Cavalera Conspiracy | Brazilia       |

#### Alții:
- Claudia Azevedo, Universitatea din Rio de Janeiro⁠(d)
- Eric de Haas, Rock Hard Brazilia
- Toninho, fan club Sepultura

### Tokyo, Japonia
| Artist          | Formație            | Naționalitate   |
| --------------- | ------------------- | --------------- |
| Tom Araya       | Slayer              | Chile / USA     |
| Kerry King      | Slayer              | USA             |
| Lars Ulrich     | Metallica           | Danemarca / USA |
| Marty Friedman  | Megadeth, Cacophony | USA             |
| Yoshiki Hayashi | X Japan             | Japonia         |
| Mirai Kawashima | Sigh                | Japonia         |

#### Alții:
- Masa Itoh, Rock City TV
- Katsuya Minamida, Universitatea Kobe⁠(d)

### Mumbai and Bangalore, India
| Artist                       | Formație             | Naționalitate  |
| ---------------------------- | -------------------- | -------------- |
| Sahil Makhija (Demonstealer) | Demonic Resurrection | India          |
| Prashant Shah                | Exhumation           | India          |
| Nolan Lewis                  | Kryptos              | India          |
| Anant Dwivedi                | Prakalp              | India          |
| Vincent Pereira              | Prakalp              | India          |
| Sai Prabhakaran              | Souled Out           | India          |
| Bruce Dickinson              | Iron Maiden          | United Kingdom |

#### Alții:
- Atul Sharma, MetalIndia.net

### Beijing, China
| Artist     | Formație                           | Naționalitate |
| ---------- | ---------------------------------- | ------------- |
| Kaiser Kuo | Spring and Autumn, ex-Tang Dynasty | USA           |
| Nong Yong  | Ritual Day                         | China         |

#### Alții:
- Wang Xiao, proprietarul magazinului 666 Rock
- Yang Yu, Revista Painkiller⁠(d)
- Zhang Feng, directorul școlii MIDI

### Jakarta, Indonezia
| Artist          | Formație                                | Naționalitate   |
| --------------- | --------------------------------------- | --------------- |
| Barney Greenway | Napalm Death                            | Marea Britanie  |
| Max Cavalera    | Sepultura, Soulfly, Cavalera Conspiracy | Brazilia        |
| Lars Ulrich     | Metallica                               | Danemarca / USA |
| Andre Tiranda   | Siksakubur                              | Indonezia       |
| Arian 13        | Seringai                                | Indonezia       |
| Ombat Nasution  | Tengkorak                               | Indonezia       |
| Tashea Delaney  | Pain Killer                             | Indonezia       |

#### Alții:
- Wendi Putranto, Rolling Stone Indonesia
- Jason Tedjasukmana, Time Indonesia
- Franki Raden, profesor, Universitatea York, Toronto, Canada
- Rudi Iman, fan

### Ierusalim, Israel
| Artist               | Formație      | Naționalitate |
| -------------------- | ------------- | ------------- |
| Kobi Farhi           | Orphaned Land | Israel        |
| Eran Segal           | Whorecore     | Israel        |
| "Evil" Haim          | Whorecore     | Israel        |
| Butchered            | Arallu        | Israel        |
| Nir Nakav            | Salem         | Israel        |
| Yotam "Defiler" Avni | Abed          | Israel        |

#### Alții:
- Yishai Sweartz, Raven Music
- Maor Appelbaum, producător/inginer

### Dubai, Emiratele Arabe Unite
| Artist         | Formație                 | Naționalitate    |
| -------------- | ------------------------ | ---------------- |
| Ali            | Kahtmayan                | Iran             |
| Maher          | Crimson                  | Arabia Saudită   |
| Ahmid          | Crimson                  | Arabia Saudită   |
| Al-Sharif      | Hate Suffocation, Scarab | Egipt            |
| Barney Ribeiro | Nervecell                | Portugalia / EAU |

#### Alții:
- Armin, fan - Iran
- Abed, fan - Liban
- Omar Abdula Aziz Mohammed Khan Abdula, fan - Dubai